# Televisión en Israel
La televisión en Israel comenzó de forma oficial en 1966, con el nacimiento de la televisión educacional, y continuó desarrollándose con el establecimiento de un canal público generalista en 1968 y operadores privados a partir de 1993.

## Historia
Los orígenes de la televisión en Israel se remontan a 1966, cuando el 24 de marzo comienzan las primeras transmisiones de la Televisión Educacional Israelí o IETV (הטלוויזיה החינוכית), que emitió para 32 escuelas en un intento de usar la televisión como un vehículo educacional. La IETV nació por iniciativa del Ministerio de Educación israelí, con fondos de la Familia Rothschild. El desarrollo definitivo de este sistema en Israel se produjo dos años después, con el comienzo de emisiones de la Israel Broadcasting Authority el 2 de mayo de 1968. Se eligió esa fecha por la celebración de los 20 años desde la creación del país. La nueva cadena contaría con una programación de carácter generalista, y desde entonces la IBA y la IETV compartirían la misma frecuencia.
Los equipos de televisión que llegaron a Israel desde 1966 eran en blanco y negro, debido a que eran más baratos. A mediados de la década de 1970 comenzaron a proliferar los programas en color, principalmente series británicas y estadounidenses, mientras que el resto de programas de producción propia continuaban con producción en blanco y negro.
El Gobierno israelí consideró que la importación de televisores en color era negativo para los intereses sociales del país, por lo que decidió que la IBA y IETV emitieran solo en blanco y negro. Esto se hizo mediante un método conocido como "mekhikon" (מחיקון) que eliminaba la señal en color en los programas que lo tuvieran. Sin embargo, en noviembre de 1977 la IBA tuvo que cubrir en vivo y a todo color la visita de Anwar el-Sadat a Israel, dando servicio a todo el mundo a través del satélite. Esta situación se repitió durante la transmisión del Festival de la Canción de Eurovisión 1979. El Gobierno consideró que el "mekhikon" era inútil, y desde 1980 permitió de nuevo las transmisiones en color. En 1981 IBA y IETV empezaron a producir sus propios programas en ese sistema, y en 1983 se logra producir de este modo toda la programación.
En 2017, la Corporación de Radiodifusión Israelí (IPBC) sustituyó a la Autoridad de Radiodifusión de Israel (IBA), la empresa pública israelí durante 49 años. Con problemas financieros desde la irrupción de la televisión privada en los años 1990, la IBA arrastraba números rojos y una elevada plantilla, formada por más de 1.050 empleados. En 2014, la Knéset aprobó una reforma de los medios públicos israelíes mediante el cierre de la IBA, su reemplazo por una nueva empresa, y la eliminación del impuesto directo de radiodifusión.

### Televisión privada
El Gobierno nombró un comité especial en 1978 para estudiar la posibilidad de lanzar un segundo canal de televisión, que no estuviera controlado por la IBA y se financiara sólo a través de la publicidad. Sin embargo, varios partidos de la coalición gobernante rechazaron la propuesta. En 1986 el Ministerio de Comunicación ordenó el comienzo de "emisiones experimentales" de un segundo canal, que comenzó a emitir durante unas pocas horas y estuvo controlado por la IBA de forma provisional.
En 1990 el Knéset aprueba la creación de la Second Authority for Television and Radio (Segunda Autoridad Israelí de Radiodifusión), que tomó el control del segundo canal desde ese año. Durante tres años la nueva autoridad recibió varias ofertas por parte de compañías comerciales para establecer las emisiones regulares de esa emisora. Finalmente, el 4 de noviembre de 1993 nace Arutz 2 (Canal 2), que contaba con los programas de las compañías Keshet, Reshet y Telad. A finales del siglo XX se desarrollaron las principales ofertas de televisión digital y satélite, YES y HOT.
En 2002 se crea una nueva emisora, llamada Israel 10 (actual Arutz 10) y se reestructura la concesión de Arutz 2, dejando como únicas compañías en esa cadena a Keshet y Reshet.

## Canales

### Canales estatales
- Kan 11 (IPBC)
- Kan Hinuchit (IPBC)
- Makan 33 (IPBC)

### Canales comerciales
- Keshet 12
- Reshet 13
- Canal 14
- Canal 24
- Canal 9 (canal en ruso)
- Israel Plus (canal en ruso)
- Hala TV (canal en árabe)
- ILTV
- Canal Knéset

### Plataformas de cable y satélite
- HOT
- Yes